# 淮陽県 (江蘇省)
淮陽県（わいよう-けん）は、中華人民共和国江蘇省淮安市にかつて存在した県。現在の淮陰区西部に相当する。
南北朝時代、東魏により設置された綏化県を前身とする。北周により淮陽県と改称された。627年（貞観元年）、唐朝により廃止された。